# The Recycler
The Recycler è un settimanale di piccoli annunci di Los Angeles fondato da Gunter e Nancy Schaldach nel 1973.

## Storia
Nato nel 1973, il quotidiano spostò la sua sede nel 1988 dal centro di Los Angeles a Silverlake in seguito al decesso in un incidente stradale del proprietario di allora. Fu poi acquistato dalla Times Mirror Co. che puntò sull'ampliamento della sezione degli annunci pubblicitari, che ancor oggi è il punto di forza della rivista.

## Curiosità
- James Hetfield rispose ad un annuncio nella rivista scritto da Lars Ulrich, fondando di fatto i Metallica.
- Mick Mars entrò nei Mötley Crüe dopo aver risposto ad un annuncio nella rivista creato da Tommy Lee.
- Slash rispose ad un annuncio di Izzy Stradlin della rivista. Anche se Slash non entrò a far parte della band dei Guns N' Roses grazie a quell'annuncio, perché in quel momento venne definito "troppo blues", i due mantennero comunque buoni rapporti tanto che successivamente Slash entrò nella band.